# أندرياس ليندبرغ
أندرياس ليندبرغ (بالسويدية: Andreas Lindberg)‏ (و. 1980  م) هو لاعب كرة قدم، من السويد، ولد في ستوكهولم، والسويد، يلعب كحارس مرمى.

## روابط خارجية
- أندرياس ليندبرغ على موقع اتحاد السويد (السويدية)
- أندرياس ليندبرغ على موقع قاعدة بيانات كرة القدم.إي يو (الإنجليزية)
- أندرياس ليندبرغ على موقع Soccerway.com (الإنجليزية)